# Monumento natural Puente del Inca
El monumento natural Puente del Inca es un área natural protegida de la provincia de Mendoza en Argentina, adyacente a la localidad de Puente del Inca. Forma parte del sistema vial Andino Qhapaqñan, declarado Patrimonio de la Humanidad por la UNESCO. Su valor geológico, paisajístico e histórico lo convierten en un importante rasgo de identidad cultural para esta región de los Andes centrales.

## Características generales
El área natural protegida está localizada en la cordillera de los Andes a una altitud de 2700 m s. n. m., entre los cerros Banderita Norte y Banderita Sur, en el departamento Las Heras, distrito Las Cuevas. Dista 183 km de la ciudad de Mendoza por la ruta nacional 7, cerca del paso a Chile, y de la entrada principal del parque provincial Aconcagua. 

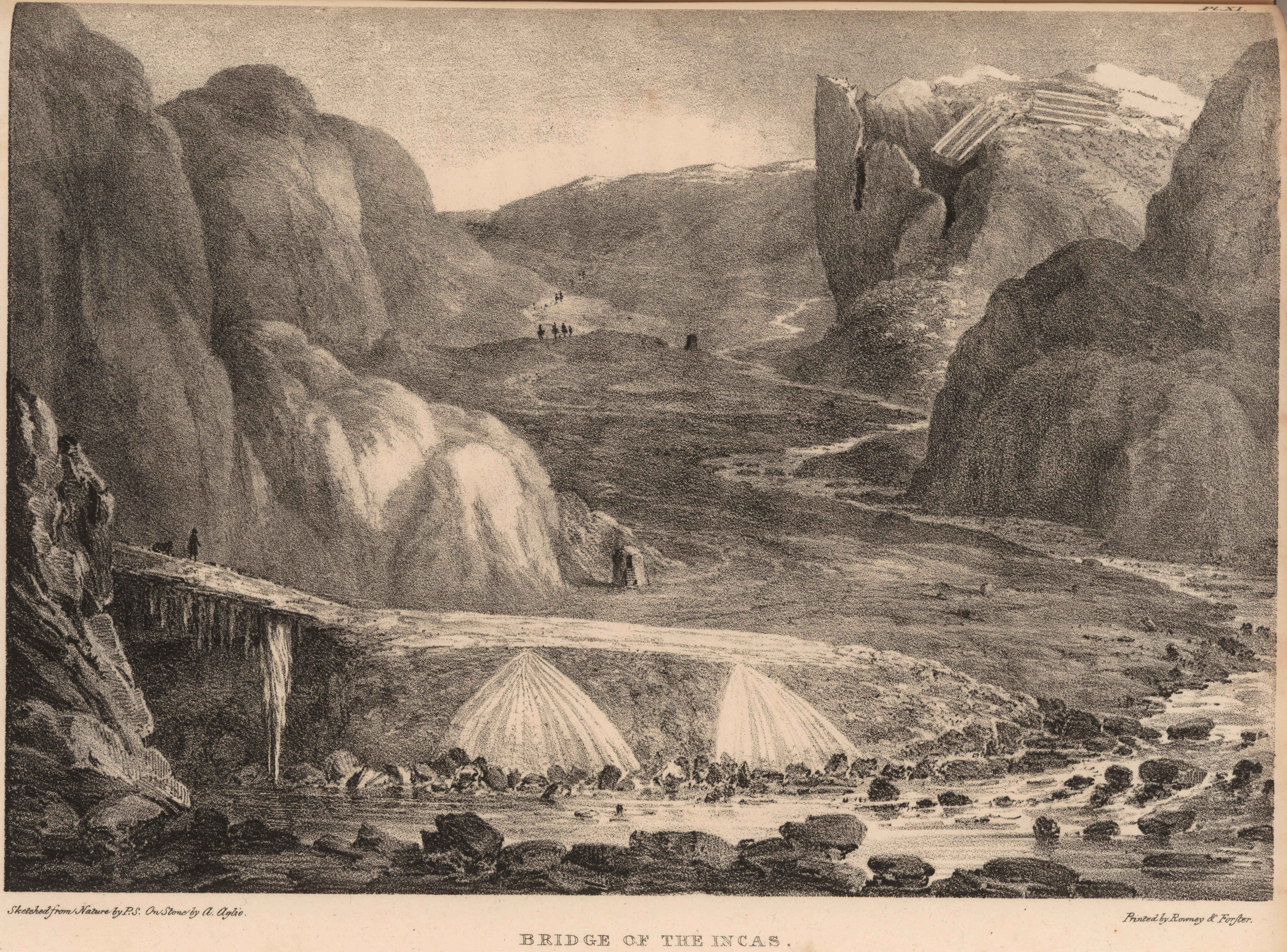
Puente del Inca a principio del siglo XIX; dibujo de Schmidtmeyer, litografía de Aglio.

El sitio presenta grandes atractivos geológicos y paisajísticos, donde se destacan un imponente puente natural y fuentes hidrotermales que bañan e imprimen la margen del río Cuevas con un gran colorido. Debido a ello, en el siglo XIX varios artistas, estudiosos y viajeros plasmaron obras, investigaciones y relatos en sus recorridos por el lugar, entre los que se destaca Darwin. A partir de este periodo, ya comienzan a denominar al sitio como Puente del Inca, en relación con la estructura natural y a relatos antiguos vinculados con este paraje, que formaba parte del recorrido de la red vial incaica. 

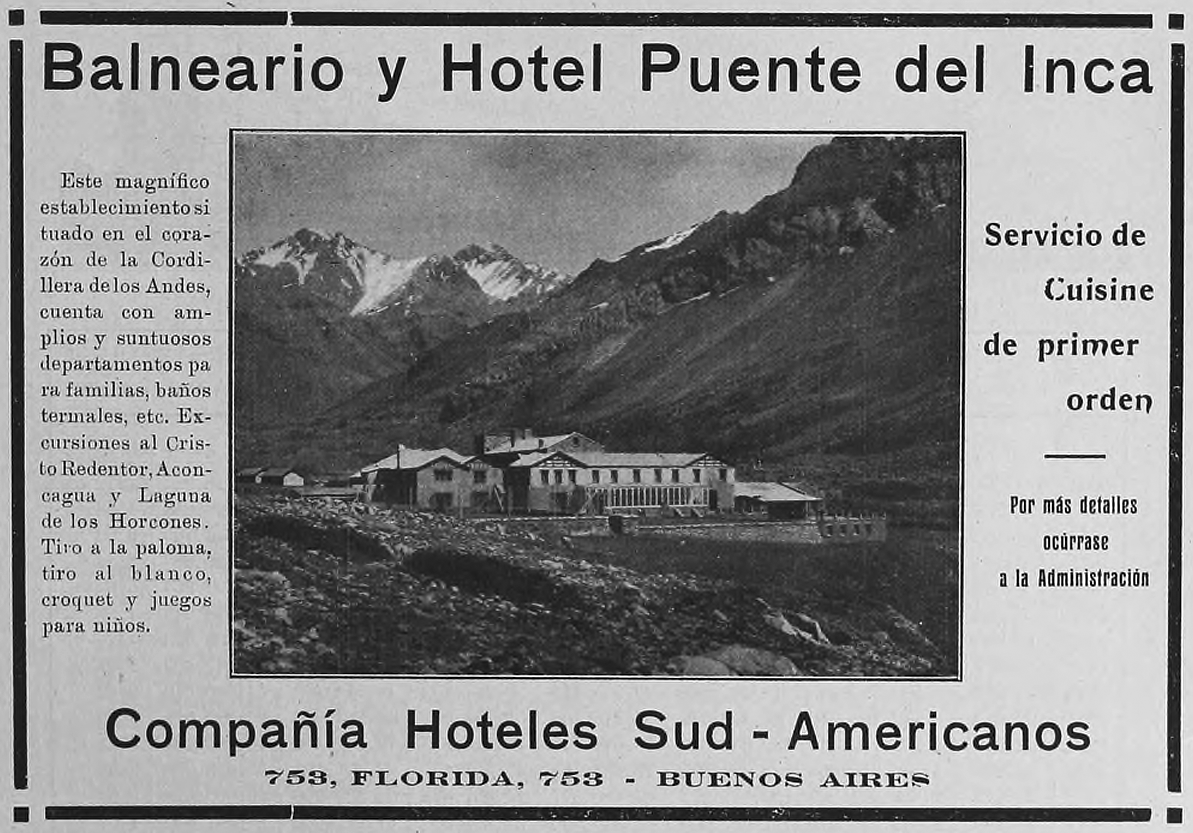
Publicidad del Hotel Puente del Inca en 1918.

A principios del siglo XX comienza la explotación de las fuentes termales como estación termo balnearia, mediante la construcción de un lujoso hotel, una iglesia, un conjunto de baños anexados a la estructura natural y un túnel que comunica el hotel con los baños. El pabellón de los baños está constituido por piletas separadas, cada una con tomas de vertientes distintas donde brotan las aguas termales. 

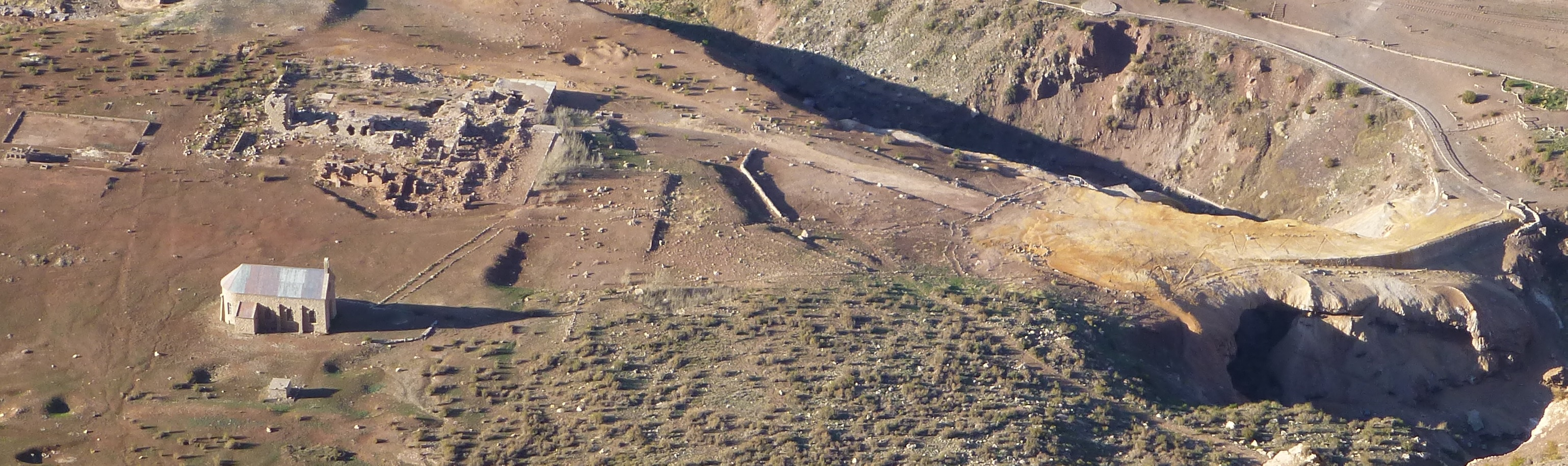
Vista general hacia el Norte del monumento, donde se destaca el puente natural sobre el río Cuevas, las ruinas del hotel y la iglesia.

En 1965, se desencadena el abandono definitivo del lugar, debido a un alud que ocasiona grandes destrozos en la estructura del hotel. Durante muchos años, el acceso al puente natural y a los baños, que no fueron afectados por el alud, no estaba restringido y cualquier visitante podía recorrer y utilizar las instalaciones. En el año 1991 el monumento es declarado «zona intangible» y el acceso está condicionado por criterios de conservación y seguridad. En la actualidad el monumento es visitado por miles de turistas al año, y solo se puede contemplar desde la parte noreste del río Cuevas.

## Puente natural

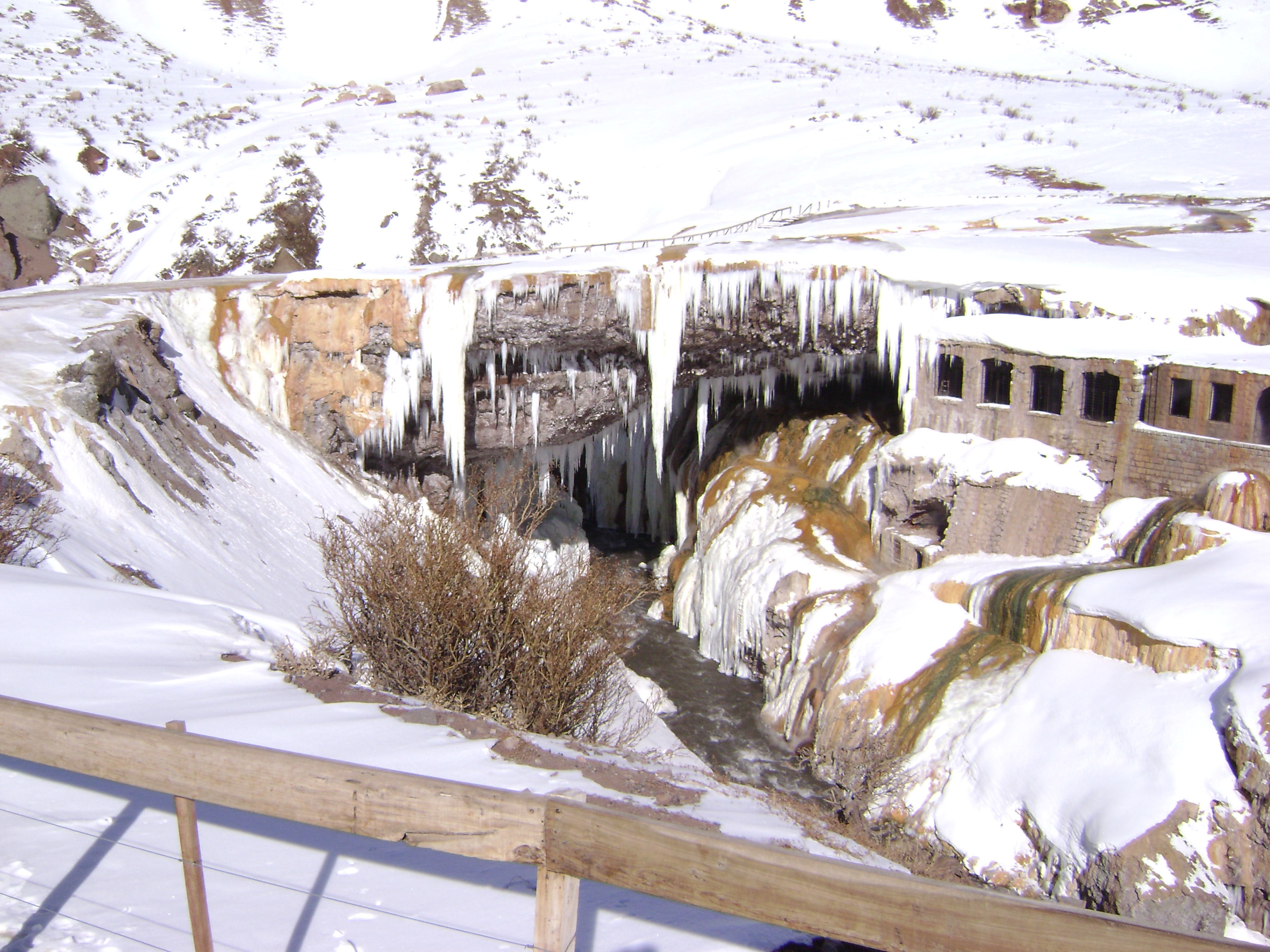
Puente del Inca en invierno.

La estructura natural forma un arco suspendido a 19,2 m sobre el nivel del río, posee una longitud de 53,4 m, un ancho de 27,6 m y un espesor de 10,2 m. Presenta un perfil redondeado y asimétrico, cuya cubierta ostenta de un colorido particular en los tonos del verde, naranja, amarillo y ocre, teñido por el crecimiento de comunidades microbianas y de las aguas termales que depositan capas de minerales sobre su superficie. Además, en la parte baja del puente penden una serie de estalactitas, inflorescencias cálcicas y en invierno agujas de hielo. Su estructura está compuesta principalmente por travertino y material detrítico cementado, relacionados con la acción termomineral de las aguas que irrigan la geoforma. Esta compleja estructura natural, conocida desde tiempos precolombinos, ha despertado a lo largo de la historia el interés de naturalistas e investigadores en la búsqueda de una explicación para su génesis.

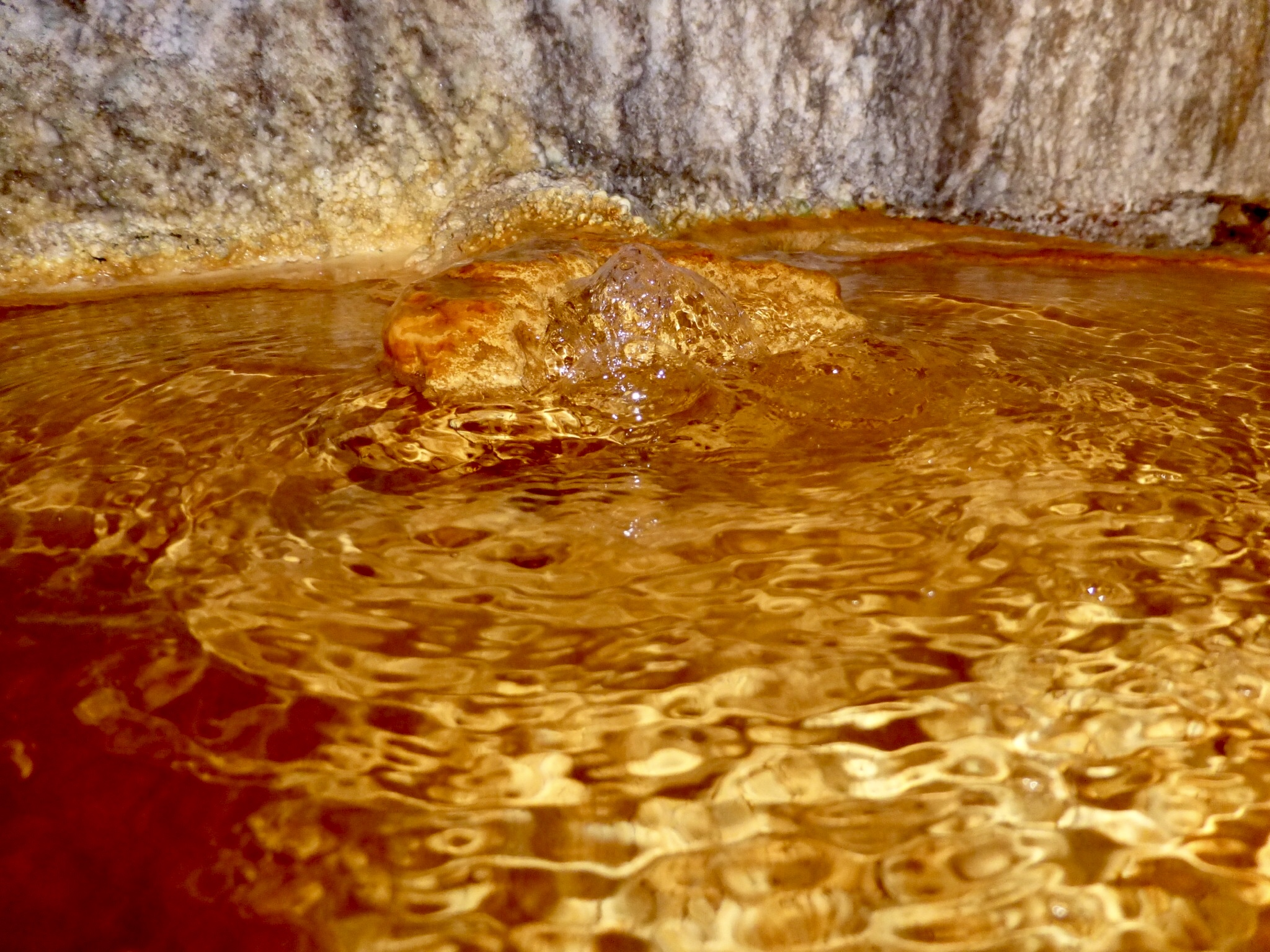
Fuente termal de Puente del Inca.

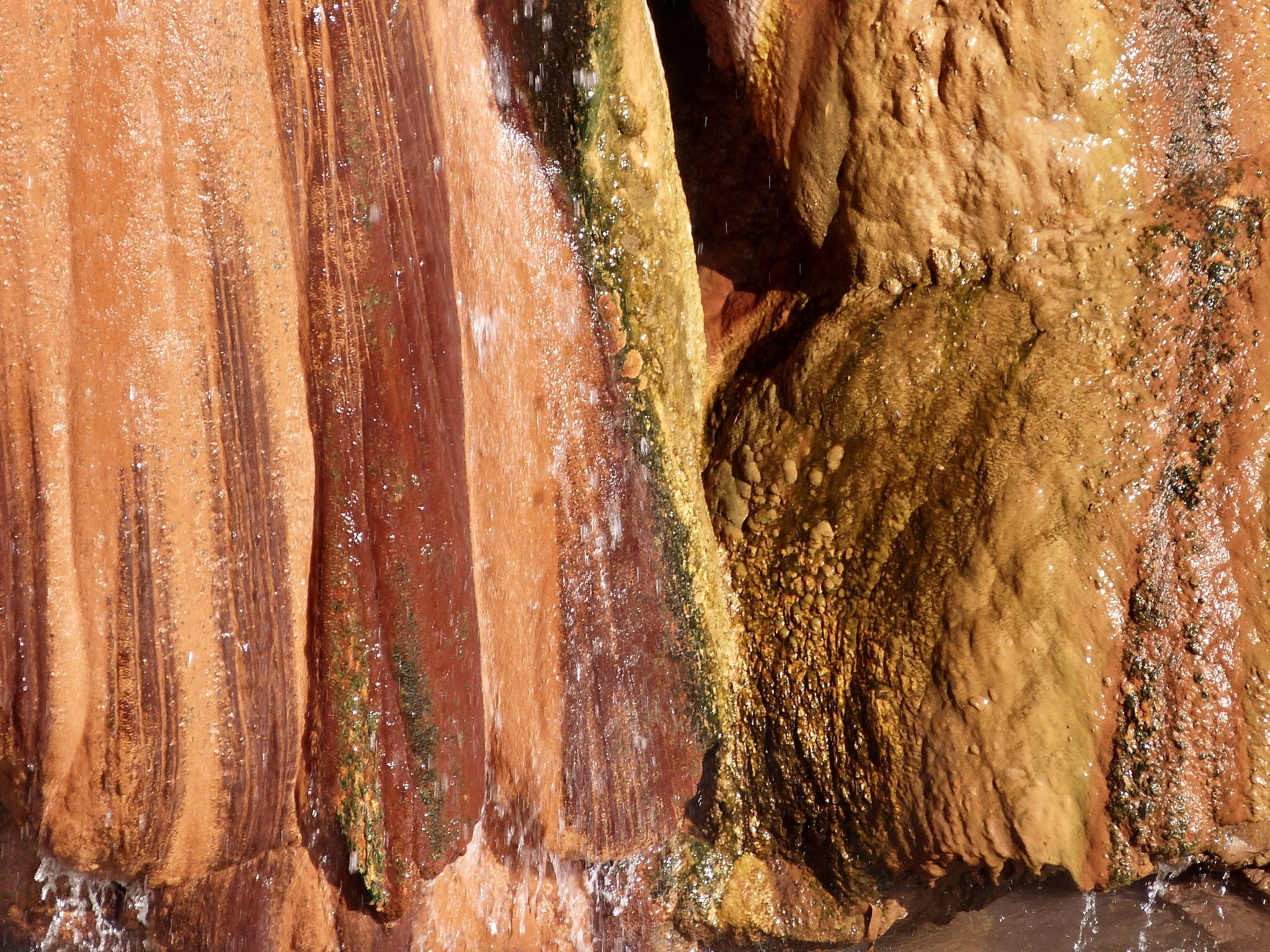
Depósito de travertino formado por la acción de las aguas termales que caen en el río Cuevas.

Desde mediados del siglo XIX, diversos autores como Darwin, Schiller, Kittl, Monteverde, Aguirre Urreta y Ramos plantearon la posible génesis del puente natural. En la teoría más reciente, Fauqué propone que la génesis está asociada a los grandes flujos de materiales clásticos que se depositaron en el valle del río Cuevas, proveniente de los megadeslizamientos originados en la pared sur del monte Aconcagua, los cuales provocaron represamientos que favorecieron localmente la cementación de dichos flujos a partir de las aguas termales. El proceso de formación habría comenzado hace aproximadamente 14.798-13.886 años AP, con el inicio de la cementación de los depósitos y la apertura del arco que conforma al puente hace aproximadamente 8.620-8.254 años AP, por la acción de la onda erosiva retrocedente del río Cuevas.

Si bien existen diversas hipótesis acerca de su origen, todas presentan como factor común el rol del río Cuevas como moderador de la estructura en arco y la participación de las aguas termales en la generación de los depósitos de travertino y detrito cementado que conforman la geoforma. El proceso de deposición de travertino se inicia cuando el agua termal surge a la superficie y entra en contacto con la atmósfera y libera CO2 disuelto, reacción que es acompañada por la precipitación de CaCO3. Como muestra el trabajo de Ferrari, este proceso físico-químico de deposición de CaCO3, también es promovido por los procesos fotosintéticos de comunidades microbianas que crecen en la superficie.  

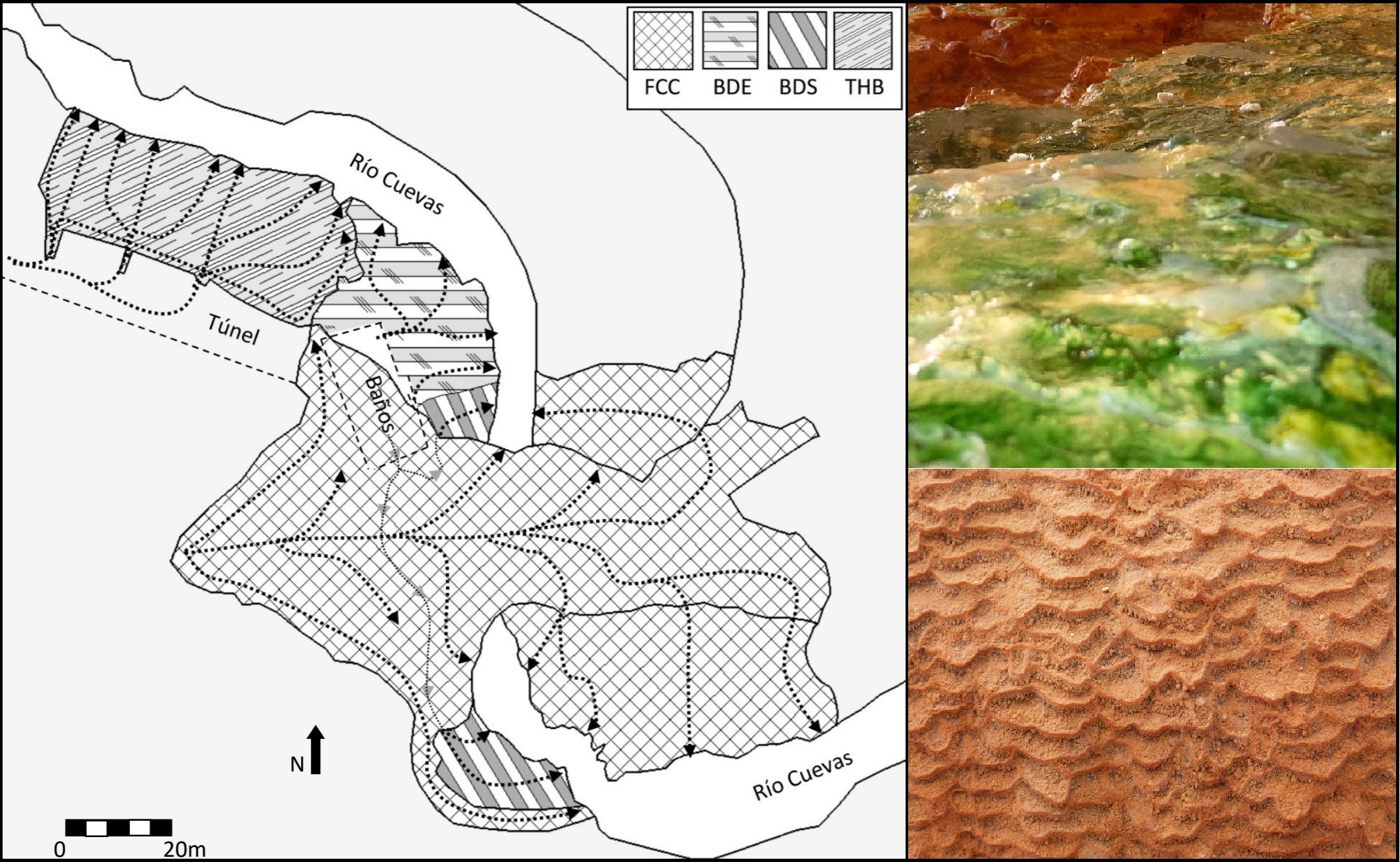
Esquema con la distribución y circulación de las aguas termales de Puente del Inca, donde se indican las cuatro surgencias principales: la que nace de la fuente Copa de Champagne (FCC), las asociadas con los baños, desagüe Este (BDE) y el desagüe Sur (BDS) y la que surge del túnel que comunica el antiguo hotel con los baños (THB). Además, se muestran fotografías del sistema geobiológico que participa en la formación de la geoforma, donde puede apreciarse las comunidades microbianas que crecen en la superficie y las microterrazas generadas que componen los depósitos de travertino.

En la actualidad, dentro del ambiente geotermal del monumento se diferencian cuatro surgencias principales (Ver figura). Cada flujo de agua termal surge a la superficie y durante su circulación a través del puente, antes de caer al río Cuevas, producen las condiciones físicas, químicas y biológicas propicias para la generación de depósitos de travertinos. En este sentido, Puente del Inca es considerado un «sistema geobiológico», en cuya formación interactúan procesos biológicos, físicos, químicos y geológicos. Por lo tanto, como explica Lannutti la morfología del puente natural es la resultante de un equilibrio entre los agentes erosivos -naturales y antrópicos- que desgastan y modelan el material de la estructura y los procesos geobiológicos de formación de travertino y cementación que la engrosan y la refuerzan. En periodos de sequía o durante la alteración original de los flujos hidrotermales naturales, los caudales de las aguas se ven afectados, por lo tanto, los procesos erosivos prevalecen frente a los procesos de deposición que restituyen y consolidan el material consolidante, promoviendo así el deterioro del puente natural.  
Los depósitos de travertino de origen termal pueden clasificarse de acuerdo a su morfología en: montículos termales, fisuras, cascadas, presas, depósitos lacustres, depósitos paludales, ruditas y clastos cementados y espeleotemas. Existen casos particulares, donde los depósitos en cascadas generan puentes naturales de travertino, denominados Yerköprü (puente de tierra en idioma turco). Puente del Inca si bien no es estrictamente un Yerköprü por su singular proceso de formación, presenta características comunes con estas formaciones, fundamentadas en la deposición de travertino como material estructural producido por la surgencia de aguas termales en valles estrechos, por donde descienden ríos turbulentos, que imprimen un arco sobre la parte baja de la geoforma.

## Legislación
El decreto n.º 2291/1991 creó la zona intangible Puente del Inca:

Art. 1: Declárese zona intangible al denominado monumento natural "Puente del Inca", y su zona de influencia delimitada por los siguientes puntos: Al Norte vías del FF.CC.M; al Sur 500 metros tomando como eje al Río Cuevas; Oeste: Puente de FF.CC. sobre el Río Horcones; y al Este: Arroyo del Cementerio, disponiéndose la realización de un estudio para el anclaje y la cementación de las fisuras detectadas en el "Puente del Inca" y reencauzar el derrame superficial de las aguas termales que circulan por sobre el mismo, por debajo de él y su zona de influencia.

Por el decreto n.º 843/1992 se reguló la zona intangible de Puente del Inca definiendo un área de alta restricción y otra de restricción atenuada.
La ley provincial n.º 7465 sancionada el 7 de diciembre de 2005 creó el área natural protegida con la categoría de monumento natural y fijó sus límites:

Artículo 2º - El área natural protegida tendrá los siguientes límites: Desde la intersección de las vías del Ferrocarril Trasandino con la antigua traza de la Ruta Nacional Nº 7, con rumbo Este, y por la banquina Sur de esta ruta hasta la proyección del límite Este del Cuadro Estación del Ferrocarril Trasandino. Desde este punto y con rumbo Sur hasta la divisoria de aguas del Cordón Banderita Sur. Por esta divisoria de aguas y con rumbo Este, hasta el meridiano que pasa por el eje del puente del Ferrocarril Trasandino sobre el Río Horcones. Desde este punto y con rumbo Este, siguiendo las vías del mencionado ferrocarril hasta el punto de partida en el cruce ferroviario con la antigua traza de la Ruta Nacional Nº 7.

El decreto n.º 283/2002 de junio de 2002 designó como autoridad de aplicación a la Dirección de Recursos Naturales Renovables de la provincia de Mendoza. 

## Leyendas
Existen varias leyendas quechuas sobre la creación del puente, con una idea común y tres finales alternativos. Relatan que antes de la llegada de los españoles el heredero al trono del Imperio incaico estaba afectado de una grave y extraña parálisis, por lo que se le recomendó dirigirse desde Cuzco hasta las vertientes del Puente del Inca para curarse. Según la leyenda, para que el heredero pudiera cruzar, los guerreros incas se abrazaron unos a otros y formaron un puente humano por el que pasó el inca con su hijo en brazos hasta la terma, en donde encontró la buscada cura. Cuando volvió atrás su mirada para agradecerles a sus guerreros, estos se habían petrificado, creando el puente.